# Charles Lecocq
Alexandre Charles Lecocq, född den 3 juni 1832 i Paris, död där den 24 oktober 1918, var en fransk operettkompositör.

## Biografi
Lecocq studerade vid Musikkonservatoriet i Paris och inriktade sig tidigt på att bli operettkompositör. Han skrev som övning enaktare för mindre teatrar, den första var Le docteur Miracle (1857), för vilken han erhöll pris i en av Jacques Offenbach utlyst tävling. Sin första stora framgång fick han 1868 med Fleur-de-Thé, (svenska: Teblomman) och det fullständiga genombrottet kom 1872 med La Fille de madame Angot, (svenska: Madame Angots dotter). 
Andra framstående operetter är Le Petit Duc, (svenska: Lille hertigen) från 1878, Les Cent Vierges (svenska: Hundra jungfrur) och Giroflé-Girofla och L'oiseua bleu.

## Verk (urval)

### Opéra comique
- Madame Angots dotter
- Kosiki
- Lille hertigen
- La Camargo
- Både hjärta och hand
- Ali-Baba
- L'Égyptienne
- Plutus
- Ninette
- La Belle au bois dormant

### Opéra bouffe
- Teblomman
- Giroflé-Girofla
- La Petite Mariée
- La Marjolaine
- Le Jour et la Nuit

### Operetter
- Les Cent Vierges